# Nycerella volucripes
Nycerella volucripes là một loài nhện trong họ Salticidae.
Loài này thuộc chi Nycerella. Nycerella volucripes được María Elena Galiano miêu tả năm 1982.